# Joe Chapman
Pour les articles homonymes, voir Chapman.
Joe Chapman alias Doubleclick est un DJ et musicien britannique.
Depuis 2005 Doubleclick fait partie du collectif Two Fingers.
Accompagné par Amon Tobin dans ce projet hip-hop, les deux comparses sortent leur album Two Fingers comportant 12 titres en mai 2009. MC Sway, Ce'cile (en), Ms Jade et Kevin Tuffy participent également à ce premier projet en y prêtant leurs voix et leurs slam.